# (31043) Sturm
(31043) Sturm ist ein Asteroid des mittleren Hauptgürtels, der von dem italoamerikanischen Astronomen Paul G. Comba am 11. Juni 1996 am Prescott-Observatorium in Prescott, Arizona (IAU-Code 684) entdeckt wurde.
Der Asteroid wurde nach dem schweizerisch-französischen Mathematiker Charles-François Sturm (1803–1855) benannt. Die Benennung von (31043) Sturm erfolgte am 28. März 2002.